# Città aperta (romanzo)
Città aperta (Open City) è un romanzo del 2011 dello scrittore statunitense di origini nigeriane Teju Cole.
L'opera è incentrata sulla figura dell'immigrato nigeriano Julius, un giovane laureato che si specializza in psichiatria a New York; ha rotto da poco con la fidanzata e passa la maggior parte del suo tempo gironzolando pensoso per Manhattan. Il libro scava nei più intimi pensieri di Julius mentre scorrazza per la città e fotografa scene sia di ciò che gli accade intorno sia di eventi passati, anche della sua infanzia, che gli tornano prepotenti alla mente. Passa alcune settimane in Belgio,  dove ha un imprevisto incontro sentimentale di una sola notte e si imbatte in alcuni personaggi molto interessanti con cui fa amicizia e ha lunghe discussioni di filosofia e di politica. Al suo ritorno negli Stati Uniti incontra una giovane nigeriana che stravolge drasticamente il modo in cui Julius vede sé stesso.
Città aperta è stato candidato al National Book Critics Circle Award come miglior romanzo e ha vinto il Premio PEN/Hemingway (2012) come migliore opera prima.